# 729 (szám)
A 729 (római számmal: DCCXXIX) egy természetes szám, négyzetszám, a 27 négyzete; köbszám, a 9 köbe; a 3 hatodik hatványa.

## A szám a matematikában
A tízes számrendszerbeli 729-es a kettes számrendszerben 1011011001, a nyolcas számrendszerben 1331, a tizenhatos számrendszerben 2D9 alakban írható fel.
A 729 páratlan szám, összetett szám, azon belül négyzetszám és köbszám, kanonikus alakban a 36 hatvánnyal, normálalakban a 7,29 · 102 szorzattal írható fel. Hét osztója van a természetes számok halmazán, ezek növekvő sorrendben: 1, 3, 9, 27, 81, 243 és 729.
Huszonkétszögszám.
A 729 négyzete 531 441, köbe 387 420 489, négyzetgyöke 27, köbgyöke 9, reciproka 0,0013717. A 729 egység sugarú kör kerülete 4580,44209 egység, területe 1 669 571,141 területegység; a 729 egység sugarú gömb térfogata 1 622 823 149,5 térfogategység.